# Haus Thüringen

Hotel Quisisana (1903)

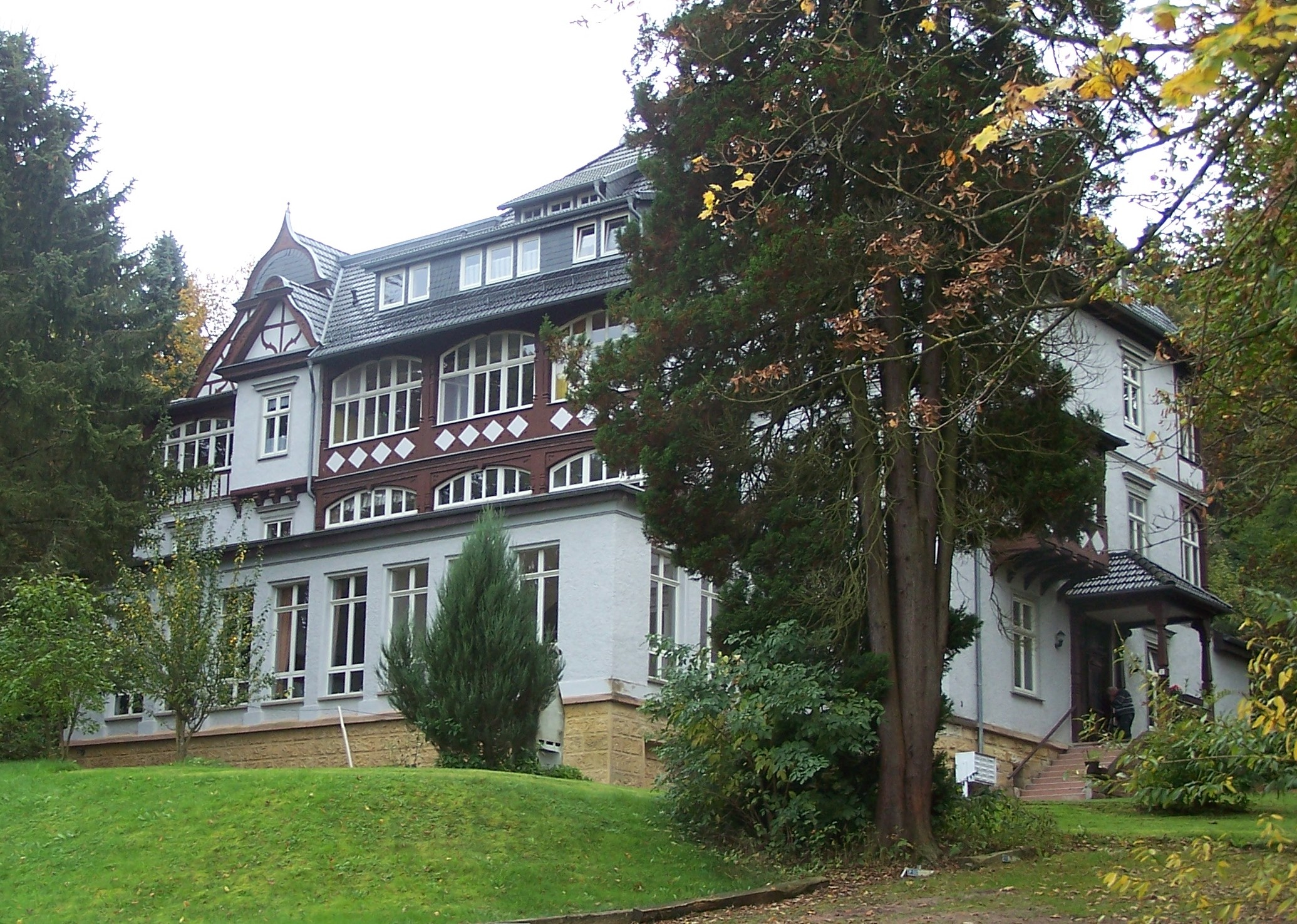
Das ehemalige Sanatorium Haus Thüringen im Jahr 2014

Das Haus Thüringen ist ein ehemaliges Hotel und Sanatorium an der Adresse Am Aschenberg 3 in Bad Liebenstein im Wartburgkreis in Thüringen.

## Geschichte
Das Haus wurde um 1900 im Auftrag des Hoteliers G. Ritze erbaut. Es erhielt den Namen Quisisana, was sinngemäß übersetzt etwa „Wo du gesund wirst“ bedeutet.
1920 erwarb der Verband der Deutschen Reichs-Post- und Telegrafenbeamtinnen das Gebäude und nutzte es zum Sanatorium für Beamtinnen des Post- und Telegrafenwesens um. Hierfür wurde das Gebäude nach der Gewerkschafterin Else Kolshorn in Else-Kolshorn-Haus umbenannt. 1931 erwarb der Verband 2888 Quadratmeter Land zur Erweiterung des Kurgeländes vom Land Thüringen hinzu. Der Verband der Deutschen Reichs-Post- und Telegrafenbeamtinnen wurde 1933 aufgelöst.
Nach dem Zweiten Weltkrieg nutzte die neu gegründete Sozialistische Einheitspartei Deutschlands das nun in der Sowjetischen Besatzungszone liegende Gebäude als Schulungszentrum. Die Kurverwaltung der 1948 zum Volksheilbad ernannten Stadt Bad Liebenstein erwarb das Gebäude im Jahr 1951 und richtete unter dem Namen Haus Thüringen ein Sanatorium für herzkranke Kinder ein. Nach dessen Schließung entstanden Wohnungen in dem Gebäude.